# 121 авиационный ремонтный завод
АО «121 авиационный ремонтный завод» — российское авиаремонтное предприятие, расположенное в Московской области в посёлке Старый Городок, вблизи военного аэродрома Кубинка.
Из-за вторжения России на Украину, находится под международными санкциями всех стран Евросоюза, США, Украины и Швейцарии

## История
Предприятие ведёт свою историю от 55-х стационарных авиационных мастерских сформированных 11 ноября 1940 года в Каунасе при 25-й авиационно-ремонтной базе. В этот период в мастерских был налажен ремонт самолётов И-16, СБ и Р-5.

### В годы Великой Отечественной войны
С началом Великой Отечественной войны предприятие было перебазировано в Двинск (ныне — Даугавпилс), затем в Идрицу, Андреаполь, Крестцы, Торжок, Шую. В период базирования в Шуе с 13 августа 1941 года по 10 февраля 1942 года мастерскими производился ремонт двигателей М-25, М-105 и самолётов И-16 и ЛаГГ-3.
С 10 февраля 1942 года авиационные мастерские были перебазированы в Иваново где ремонтировали самолёты Як-1 и Як-3, «Харрикейн» , П-39 «Аэрокобра», П-63 «Кингкобра» и авиадвигатели «Мерлин».
10 мая 1944 года 55-е САМ перебазировались в посёлок Старый городок.
Всего за период Великой Отечественной войны на предприятии было отремонтировано более 1120 самолётов, из них: И-16 — 142, ЛаГГ-3 — 78, Як-3 — 246, Ла-5 — 134, Ил-2 — 202, Ил-10 — 186, «Аэрокобра» и «Кингкобра» — 42; авиадвигателей различных марок — 554.

### Послевоенное время
10 августа 1946 года 55-е САМ были преобразованы в 321-ю авиационную ремонтную базу.
27 июня 1952 года 321-я авиационная ремонтная база преобразована в 121-й авиационный ремонтный завод ВВС. С 1952 года началось освоение ремонта самолётов МиГ-15, МиГ-17, МиГ-19, Ил-28 и двигателей ВК-1.
В 1961 году начат ремонт МиГ-21. В 60-е годы предприятием ремонтировался авиадвигатель АЛ-7Ф.
С 1972 года начался ремонт Р27Ф2М-300.
С 1975 года начался ремонт Р29-300.
В 1978 году на 121 АРЗ началось освоение ремонта МиГ-23.
Во второй половине 80-х годов заводом освоен ремонт авиадвигателя РД-33.
В 1991 году предприятие приступило к ремонту истребителя МиГ-29. В девяностые годы на заводе осваивается ремонт ГТДЭ-117, АИ-9, КСА-2.
В 1995 году начат ремонт авиадвигателя АЛ-31Ф.
В 1999 году на 121 АРЗ начаты освоение ремонта Су-27 и Су-25.
В 2002 году завод приступил к модернизации самолёта Су-25 в вариант Су-25СМ.
В 2011 году завод начал осваивать ремонт двигателя Д-18Т. Работы по освоению ремонта и ремонту двигателя Д-18Т прекращены в 2014 г. в связи с программой импортозамещения и разрывом деловых связей с промышленными предприятиями Украины.
В 2014 году возобновлены работы по ремонту и модернизации самолётов Су-27, МиГ-29.
Перспективные направления работы предприятия:
- освоения ремонта самолёта типа Су-30 М2;
- освоение ремонта ПКИ самолёта типа Су-25СМ;
- освоение ремонта самолёта типа Су-27 и его ПКИ;
- освоение ремонта самолёта типа Су-25УБ с модернизацией в вариант Су-25УБСМ;
- освоение ремонта самолёта типа Су-25 с модернизацией в вариант Су-25СМ3.[1]

В настоящее время является одним из флагманов авиаремонта в России.
Кроме ремонта авиационной техники АО «121 АРЗ» предлагает населению услуги социальной сферы: банкетный зал, гостиницу, медицинский пункт.

## Санкции
3 июня 2022 года, на фоне вторжения России на Украину, завод внесен в санкционные списки Евросоюза  так как производит поставку продукции военного назначения, которая использовалась Россией во время вторжения на Украину. По данным Евросоюза, «АО «121 авиационный ремонтный завод» ремонтирует самолеты Су-25, Су-27 и МиГ-29. Это единственное предприятие в России, которое одновременно ремонтирует и модернизирует самолеты Су-25 до версии Су-25 СМ. Су-25 СМ использовались вооруженными силами Российской Федерации во время неспровоцированной и неоправданной военной агрессии России против Украины. Таким образом, он несет ответственность за материальную поддержку действий, которые подрывали или угрожали территориальной целостности, суверенитету и независимости Украины».
Ранее, 10 апреля 2022 года завод внесён в санкционный список США «за приобретение или попытки приобретения предметов американского происхождения для поддержки вооруженных сил России»
Также АО «121 авиационный ремонтный завод» включено в санкционный список Украины и Швейцарии